# 前田道路
前田道路株式会社（まえだどうろ、英: MAEDA ROAD CONSTRUCTION Co.,Ltd）は、東京都品川区に本社を置き、土木建設・道路舗装業を営む、インフロニア・ホールディングスの子会社である。

## 概要
アスファルト舗装業の株式会社高野建設が、ゼネコン準大手の前田建設工業と提携し、前田道路に社名変更した。
自社アスファルトプラント（合材工場）を各地に所有しており、合材販売に優位性を持つ。道路業界ではNIPPO（旧・日本鋪道、のちNIPPOコーポレーション）に次ぐ第2位。
2020年1月に前田建設工業が発表したTOBには反対の意思を示したが、3月にTOBが成立し前田建設工業の連結子会社となった。
2021年10月に前田建設工業及び前田製作所と経営統合し、共同持株会社であるインフロニア・ホールディングスの子会社となった。

## 沿革
- 1930年（昭和5年） 7月 - 株式会社高野組を設立、アスファルト舗装工事の草分けとして創業する。
- 1948年（昭和23年）3月 - 高野建設株式会社に商号変更し、一般土木分野に進出し業容の拡大を図る。
- 1962年（昭和37年）経営不振に陥り会社更生法の手続きを開始。前田建設の支援を受け再建を目指す。
- 1964年（昭和39年）
  - 1月 - 当社株式について東京証券業協会より店頭売買登録扱銘柄、大阪証券表協会より店頭売買登録扱銘柄の承諾を受けた。
  - 6月 - 前田建設工業と業務提携。
- 1965年（昭和40年）8月 - ブロック制度の導入により全国に事業所の定置化を展開する。また全国規模でアスファルト合材の先駆的製造販売を開始。
- 1968年（昭和43年）2月 - 前田道路株式会社に商号変更。
- 1972年（昭和47年）5月 - 東京証券取引所市場第一部に上場。
- 1973年（昭和48年）11月 - 特定建設業者許可（建設大臣許可）
- 1975年（昭和50年）1月 - マレーシア・ペナン国際空港建設工事受注を契機に、海外での営業活動開始。
- 1983年（昭和58年）
  - 2月 - 資本金41億8,990万円となる。
  - 12月 - 総売上高1,016億円を達成し、業界第2位となる。
- 1987年（昭和62年）1月 - 北関東支店設立。新潟営業所、高松営業所をそれぞれ北陸支店、四国支店とする。
- 1990年（平成2年）
  - 1月 - 西関東支店設立。
  - 3月 - 決算期を、12月から3月へ変更。
- 1998年（平成10年）9月 - 東京都品川区大崎1丁目11番3号に本店社屋を建設。移転。
- 2001年（平成13年）
  - 4月 - 東京都港区白金台5丁目22番12号に社屋建設。同ビルに東京支店移転。
  - 7月 - 東北支店を仙台市青葉区二日町4番11号へ移転。
- 2003年（平成15年）9月 - 土浦市大畑208に、つくばテクノセンター建設。同地に機械センター・研修センターを移転。
- 2004年（平成16年）12月 - 関西支店を大阪市中央区久太郎町2丁目5番30へ移転。
- 2006年（平成18年）12月 - 技術研究所を土浦市大畑208に建設。移転。
- 2008年（平成20年）
  - 2月 - 株式会社冨士土木の株式交換により取得。（現 連結子会社）
  - 9月 - 宮田建設株式会社の株式を取得。（現 連結子会社）
- 2010年（平成22年）4月 - 日本チャトミックス株式会社の株式を取得。
- 2015年（平成27年）10月 - 青野建設株式会社及び株式会社アオイ産業の株式を取得。（現 連結子会社）
- 2016年（平成28年）1月 - 日本チャトミックス株式会社を吸収合併。
- 2020年（令和2年）3月 - 前田建設工業による敵対的買収が成立。
- 2021年（令和3年）
  - 9月 - 東京証券取引所市場第一部の上場廃止。
  - 10月 - 前田建設工業・前田製作所と共同で株式移転を実施し、経営統合。共同持株会社であるインフロニア・ホールディングスの子会社となる[3][4]。

## 事業の特色
道路舗装をはじめとした「工事事業」と舗装材・材料を販売する「製造販売事業」を事業の柱としている。
全国各地に工事営業所とアスファルト合材工場を配置、「ブロック制」という組織体制を採用し機動力を強化、地域に密着し得意とする小型工事施工・小口合材販売でより多くの顧客の要望に応え、心から満足してもらえる仕事を心がける。
地球環境問題の深刻化、資源枯渇の懸念が世界共通の大きな課題である中、バイオマス燃料、グリーン電力といった新エネルギーへの転換によるCO2排出量の削減をはじめ、中温化合材やICT施工など、地球環境に優しい製造技術や製品を追求し、その開発に積極的に取組んでいる。

## 国内事業所（本支店）
- 本店（東京都品川区）
- 北海道支店（北海道札幌市）
- 東北支店（宮城県仙台市）
- 北関東支店（埼玉県さいたま市）
- 東京支店（東京都港区）
- 西関東支店（神奈川県横浜市）
- 中部支店（愛知県名古屋市）
- 関西支店（大阪府大阪市）
- 中国支店（広島県広島市）
- 九州支店（福岡県福岡市）
- 北陸支店（新潟県新潟市）
- 四国支店（香川県高松市）
- つくばテクノセンター（茨城県土浦市）

## 前田建設工業による敵対的TOBについて

### 経過
2020年1月20日、前田建設工業は持分会社の前田道路に対し、公開買い付け（TOB）を実施すると発表した。1月21日から3月4日までの期間、2181万株、上場来最高値となる1株3950円を上限に買い付け、出資比率を51％（現状は24％）に引き上げる計画。
一方、前田道路はTOB公表の直前、前田建設が保有する前田道路の株式を全株買い取ることと資本提携の解消を申し入れ、1月24日にTOBへの反対を表明。
前田道路の公表資料によると、労働組合の8割が本件TOBに反対。
また、前田建設工業が主張する本件TOBによる事業シナジーとガバナンスの確立による前田道路の企業価値向上という効果に対しては、前田道路の方が時価総額が高く、市場価値が高いと反発していた。（※前田道路は有利子負債がなく、現預金と有価証券の合計が994億円（2019年3月期）というキャッシュリッチ企業）
今枝良三社長は、日経ビジネスの取材に対し、「今回のTOBには当社の労働組合も反対しています。人材流出はなんとしても避けないといけません。社員の意見に十分耳を貸さないと成り立たないと思っていますし、それは協力会社もしかりです。それを無視してやるというのは非常に難しい。（中略）うちの先々代の社長の岡部正嗣さんは「うちがこれだけ配当を出しているんだから前田建設ももっと配当を出せ」と言っていましたよ。うちは前田建設の大株主でもありますから。世の中の流れは配当性向を高める方向じゃないですか。でも、うちの筆頭株主（＝前田建設）は1株当たり20円かそこらの配当しか出していません。そしてわれわれには「配当を出すなら投資に回せ。しかもグループの投資に回せ」と迫ってくる。考え方がちょっと違う。（中略）僕らにとって「前田建設の子会社」という言い方をされるのが一番カチンとくる。子会社じゃないという自負がある僕らはずっと配当を出してきました。再上場してから一度も赤字に陥ったことがなく、納税もしている。労働組合ともうまくやってきたと思っています。」と説明していた。

### 前田道路の対抗策
前田建設のTOB取り下げ事由として「前田道路の純資産の10％以上が減少する場合、TOBを撤回できる。」という条項があった。
そこで、前田建設によるTOBへの対抗策として、2020年2月20日、535億円の特別配当実施を打ち出す。内部留保してある手元資金の7割超を株主に還元しTOBの再考を迫った。
また、ホワイトナイト探しをする一方で、NIPPOとの資本業務提携の協議開始を発表した。

### TOBの成立
2020年3月13日、前田建設工業は前田道路へのTOBの結果を発表。応募数が買い付けの上限を上回り、TOBが成立した。前田道路への出資比率は51%へ上昇し、連結子会社になる見通しとなった。

#### 特別配当の実施について
2020年4月14日、前田道路の経営陣がTOBの対抗策として提示した1株650円の特別配当が臨時株主総会で議案として上程される。株主の過半数の賛成を得れば特別配当は実施される。
臨時株主総会の基準日は3月6日のため、同日時点の株主が議決権を行使できる。しかし、前田建設が前田道路の51％株主となるのは3月19日の決済後であり、臨時株主総会時点で前田建設の議決権は24％程度にとどまる見通し。
巨額の配当実施は純資産を減らすことになるため、特別配当が実施が可決されるかが焦点になる。

#### 臨時株主総会で特別配当535億円可決
2020年4月14日、臨時株主総会が開催され、総額535億円（1株650円）の特別配当が可決された。前田建設は特別配当に反対の意思を示していたが、今後の融和を重視して「委任状争奪戦」には踏み込まなかった。
今回の特別配当により、前田建設は130億円程度を配当として受け取る一方、連結ベースで約400億円の資金を失うことになる。
前田建設は今回のTOBに861億円を費やしており、今後は、運営事業の相乗効果を発揮するため、友好関係をどう築けるかが問われている。

## 主な受注実績 (2019年3月期受注工事）
※括弧の県名は工事場所
- 塩手山地区舗装工事（福島県）
- 道路復旧工事(高圧)（茨城県）
- 平成30年度有明ふ頭連絡線道路改良工事（東京都）
- 基幹道路F4南工区改修3-2期工事(資産)（神奈川県）
- 新東名高速道路 御殿場JCT～長泉沼津IC間6車線化工事（静岡県）
- 舗装修繕(横31-1号)工事（愛知県）
- 京奈和自動車道かつらぎ東地区他舗装工事（和歌山県）
- 平成30年度 主要県道岩国大竹線単独道路改良(県道･指定 0県)工事 第12工区（山口県）
- 平成30年度北九州空港エプロン･誘導路新設工事（福岡県）
- 一般国道403号小須戸田上道路 舗装工事（新潟県）

## 主な施工実績 (2019年3月期完成工事）
※括弧の県名は工事場所
- 竹駒地区舗装工事（岩手県）
- 構内主要道路舗装工事(第一工事)（神奈川県）
- 皇居前鍛冶橋線道路景観整備工事(29－-1)（東京都）
- 平成29年度 天城北道路雲金月ヶ瀬地区舗装工事（静岡県）
- 三田松聖高等学校 サッカーグランド新築工事（兵庫県）
- 長門俵山道路大寧寺第2トンネル舗装工事（山口県）
- 新門司第三ターミナル(マリナクロス新門司⑤番)工事（福岡県)
- 熊本3号水俣地区改築2工区外工事（熊本県）
- H29高田歩道融雪設備2工事（長野県）
- 高松自動車道 香川高速道路事務所管内舗装補修工事（香川県ほか）

## 労災判定と民事裁判

### 労災判定
前田道路社員の男性（当時43歳）は、愛媛県内の同社営業所に勤務していた2004年7月ごろから、四国支店（高松市）の上司に何度も呼び出され「この成績は何だ」「会社を辞めれば済むと思っているんじゃないか」などと叱責され、同年9月に自殺。新居浜労働基準監督署は、これをパワーハラスメントによる労災と認定し、遺族側に通知した。

### 民事裁判
また、その後に行われた損害賠償請求訴訟においては、「自殺は前田道路が課した過剰なノルマや上司の叱責（しっせき）などが原因だった」として、松山地方裁判所は2008年7月1日、遺族の訴えの一部を認めて約3100万円を支払うよう前田道路に命じる判決を下したが、遺族側と会社側の双方が高裁に控訴した。
高裁判決「パワハラと認めず」
2009年4月23日高松高裁は「不正経理に対する叱責は正当な業務の範囲内にある」として会社側に約3100万円の賠償を求めた1審松山地裁判決を取り消し、遺族側の請求を棄却した。これに伴い、遺族側は判決を不服とし最高裁に上告した。
最高裁「上告受理せず」
2011年1月13日最高裁判所第一小法廷は、裁判官全員一致の意見で「本件を上告審として受理しない」と決定した。これにより高松高裁判決が確定した。

## 不祥事

### 茨城空港
2010年2月5日、茨城空港のエプロン舗装他工事において、コンクリート舗装の粗雑工事が発覚した。国土交通省関東地方整備局は前田道路を1か月間の指名停止処分とした。

### 改良土の架空製造
前田道路は、堺市から上下水道工事の際に用いる改良土のメーカーとしての指定を受けているが、2016年以降には改良土を製造していないにもかかわらず、同社が施行業者に販売したとする偽造伝票が、大量に同市に提出されていることが、2018年4月の新聞報道で判明した。該当箇所は伝票上で最低でも約1万5,000トンにも及ぶとされており、市は土壌調査を行っている。

## ラグビー部
前田道路ブラストエレファンツの名前で活動しており、2022年に創部した。現在は関東社会人リーグ2部Aに所属している。

### 成績
- 2023-24シーズン 関東社会人リーグ3部 優勝（3勝）、2部B自動昇格[14]
- 2024-25シーズン 関東社会人リーグ2部B 優勝（6勝）、2部A自動昇格[14]
- 2025-26シーズン 関東社会人リーグ2部A

## CM
- 「Direction for Relation」（2022年1月1日 - 1月7日・1月10日 - 1月23日）[15]